# Källösundsbron
Källösundsbron är cirka 300 meter lång och en av de tre broar, som förbinder Stenungsund på fastlandet med ön Tjörn i Bohuslän.
År 1960 invigdes tre broar: Stenungsöbron, som går från Stenungsund över till Stenungsön, Källösundsbron, som förbinder Stenungsön med Källön, och Almöbron (numera Tjörnbron), som går mellan Källön och Almön vid Tjörn. Vägen längs broarna är länsväg 160.